# Jean Caudron
Jean Caudron (Liegi, 15 novembre 1895 – 23 gennaio 1963) è stato un calciatore belga.

## Carriera

### Club
Ha vinto un campionato di seconda divisione belga nella stagione 1923-1924; ha giocato per complessive 7 stagioni in prima divisione, totalizzandovi 153 presenze.

### Nazionale
In carriera, Caudron giocò per l'Anderlecht e per la Nazionale belga nella quale contese il posto a Jean De Bie, l'altro portiere belga. Con la Nazionale partecipò inoltre alle Olimpiadi 1928.

## Palmarès

### Club

#### Competizioni nazionali
- Campionato belga di seconda divisione: 1

Anderlecht: 1923-1924